# 香坪镇
香坪镇，是中华人民共和国广东省清远市连南瑶族自治县下辖的一个乡镇级行政单位。

## 行政区划
香坪镇下辖以下地区：
香坪村、七星村、龙水村、盘石村、塘其儿村和排肚村。